# 奧切列季涅戰役
奥切列季涅戰役是指俄羅斯入侵烏克蘭期間發生的一場戰役。

## 背景
奥切列季涅是一座位於顿涅茨克州的乌克兰鄉鎮，靠近具有戰略意義的H20公路，距離頓涅茨克約35公里。

## 經過
2024年4月15日，俄羅斯軍隊開始向奥切列季涅推進。20日，俄軍進入該鎮的東南端，並且推進至該鎮東部。22日，俄軍推進至該鎮中部及南部，並且在當地政府大樓升起俄羅斯旗幟。23日，俄羅斯方面宣稱奪取奥切列季涅，烏克蘭方面則表示仍然控制該鎮大部分地區，同時指控俄軍在戰鬥中使用化学武器。26日，烏軍表示仍然控制該鎮三分之二地區。27日，俄軍推進至該鎮西部。
4月28日，衛報報道稱俄羅斯軍隊佔領了奥切列季涅，以及鄰近的兩個定居點；俄羅斯國防部於5月5日證實了該消息，烏克蘭方面則是沒有任何回應。

## 分析
英国每日电讯报報道指出，俄軍趁烏軍於4月20日至21日期間進行旅級部隊輪換之際發動進攻，從而突破烏軍防線。新华社则引用“深层国家”频道称，丢失阵地的责任应归咎于第115机械化旅擅自放弃阵地；该旅的行为迫使友军第47机械化旅不得不回援并遭受较大损失。